# Pinacol
Le pinacol ou 2,3-diméthylbutane-2,3-diol est un composé organique de la famille des diols vicinaux. Il se présente sous la forme d'un solide jaune clair.

## Synthèse
Le pinacol peut être produit par la réaction de couplage pinacolique à partir de l'acétone :

## Réactions
Comme les diols vicinaux, il peut se réarranger en une cétone — la pinacolone — par le réarrangement pinacolique, par exemple en le chauffant en présence d'acide sulfurique :
Le pinacol peut réagir avec le borane ou le trichlorure de bore pour produire des intermédiaires synthétiques utiles tels que le pinacolborane, le bis(pinacolato)dibore et le pinacolchloroborane.

## Utilisations
Le pinacol a peu d'usages industriels. Comme précurseur de la synthèse du soman, gaz de combat neurotoxique aujourd'hui interdit, il fait l'objet d'un suivi par la Convention sur l'interdiction des armes chimiques.